# Élections sénatoriales philippines de 2019
Les élections sénatoriales philippines de 2019 ont lieu le 13 mai 2019 aux Philippines afin de renouveler la moitié des 24 sièges du Sénat.